# Joan Lui - Ma un giorno nel paese arrivo io di lunedì
Joan Lui - Ma un giorno nel paese arrivo io di lunedì è un film del 1985 scritto, diretto, montato, musicato ed interpretato da Adriano Celentano.
È l'ultimo dei quattro film scritti e diretti da Celentano e anche l'ultimo film in cui recita Claudia Mori, che chiuse così la sua carriera di attrice durata ventisei anni.
Il film fu uno dei più costosi (circa 20 miliardi di lire) del cinema italiano ed ebbe diversi problemi di produzione e distribuzione; tuttavia al termine della stagione 1985-86 risultò al 23º posto nella classifica degli incassi italiani; in Germania e in Russia ottenne maggior successo di pubblico.

## Trama

Joan e Jarak

Joan Lui, un predicatore venuto dal nulla e senza passato, dopo aver affrontato un duro viaggio in treno circondato da neri razzisti giunge in Italia ed è costretto ad assistere ai gravi problemi sociali che incombono sulla società, tra cui il rapimento di Emanuela Carboni (ispirata alla figura di Emanuela Orlandi), la figlia di un noto industriale. Questo santone predica per la salvezza dell'umanità, stigmatizzando l'ipocrisia e l'edonismo. Con un gruppo di seguaci fedeli raccattati lungo la strada, Joan Lui comincia il suo rapido passaggio tra la gente, suscitando interesse in Judy Johnson, una manager dello spettacolo con al fianco il suo assistente Franky, la giornalista del Corriere dell'Est Tina Foster ed altri ancora, ma facendo in primo luogo centro sui sentimenti e le attese del popolo attraverso la sua musica misteriosa.
Il Signore del Mondo Jarak prima tenta di corromperlo nelle vesti di un potentissimo mercante orientale, poi di ucciderlo ingaggiando un mercenario con un sofisticato laser e due pistole, senza però raggiungere il suo obiettivo in nessuno dei due casi. Dopo che Joan Lui ha smascherato la corruzione dei governatori del mondo grazie anche alle sue irruzioni nel normale palinsesto televisivo, Judy gli restituisce trenta denari: ha capito di essere la reincarnazione di Giuda e vuole saldare il suo debito millenario. Joan Lui se ne va, mentre uno spaventoso terremoto fa crollare case e città sotto i piedi della gente ormai impazzita dalla paura.

## Produzione
Celentano progettava di realizzare Joan Lui sin dai tempi di Geppo il folle (1978), da lui stesso scritto e diretto, ma i Cecchi Gori lo avevano sempre costretto a porre in stallo la sua realizzazione. Alla fine, dopo essere riuscito a consolidare la propria immagine d'attore grazie ai grandi successi riscossi al botteghino con film quali Il bisbetico domato, Asso, Innamorato pazzo ed altri ancora, i produttori gli concessero il loro beneplacito ai lavori, in cambio però di due sue ulteriori prestazioni recitative: Lui è peggio di me, girato prima di Joan Lui, e Il burbero, da fare dopo.

Una scena girata nel porto di Genova: visibili i numerosi ballerini impiegati come poliziotti e manifestanti del popolo

La produzione risultò molto costosa (più di 20 miliardi di lire) per il budget medio del cinema italiano di quel tempo, soprattutto se comparato ad altri film indubbiamente meno "impegnativi" interpretati da Celentano, e la sua fase di preproduzione durò all'incirca 2 anni e mezzo.  Per finanziare il film entrarono a far parte della produzione anche Silvio Berlusconi, ufficialmente non accreditato, e capitali tedeschi, provenienti dall'allora Germania dell'Ovest.
Gli inconvenienti, tuttavia, si verificarono ancor prima dell'inizio delle riprese: a causa dell'allungamento dei tempi di produzione, le decine di ballerini e ballerine chiamati dallo stesso Celentano direttamente dagli Stati Uniti, alloggiarono per settimane senza far nulla a Roma, e le loro spese di mantenimento consumarono gran parte del budget della produzione. Il film fu girato a Genova e a Roma, e richiese quasi 8 mesi di riprese (tra il gennaio e l'ottobre del 1985).

## Colonna sonora
La colonna sonora che comprende 9 canzoni è composta dai brani che Adriano Celentano canta nel film, tranne una canzone che viene cantata da Rita Rusić.

## Distribuzione

### Date di uscita
Il film uscì nelle sale italiane il 25 dicembre 1985. Per promuovere il film, la produzione affittò appositamente degli aeroplani ed elicotteri con le locandine della pellicola poco prima dell'uscita.
In Russia è stato presentato il 17 giugno 1987: Qui venne rilasciato nella versione da 125 minuti, dopo le varie diatribe legate al sequestro, e Celentano contattò personalmente uno specialista, Nikolaiev, per la traduzione dei testi dall'italiano al russo. Tuttavia, a causa dello scarso tempo a disposizione, non era possibile inserire i sottotitoli in russo, e si decise di usare il traduttore simultaneo in sala, un sistema già abituale nella cinematografia russa. Il ristampo della pellicola e tutte le altre opere di restauro richiese un totale di 200 milioni di lire.

### Accoglienza: controversie e sequestro
Quando la pellicola uscì nelle sale, il 25 dicembre 1985, aveva una durata notevole (163 minuti), il che fece storcere il naso ai Cecchi Gori, poiché a causa proprio di ciò esso poteva godere nei cinema soltanto di tre proiezioni giornaliere, anziché delle quattro che avrebbero potuto garantire loro degli incassi maggiori.
Durante le prime settimane di proiezione, però, il film registrò un freddo responso da parte tanto della critica specializzata quanto del pubblico, che mostrarono di non apprezzare soprattutto l'impostazione narrativa da musical adottata dalla pellicola. Dopo circa un mese di proiezione, il film era riuscito a incassare appena 4,7 miliardi, una cifra che a fronte al costo di produzione non lasciava sperare bene nei confronti della sua buonriuscita, e i produttori, posti dinanzi a tale difficoltà, tentarono una disperata manovra correttiva, ritirando, all'insaputa dell'autore, la pellicola per distribuirne una versione con un montaggio differente, della durata di 133 minuti, nella vana speranza di rivitalizzarne l'attrattiva presso il pubblico, almeno per poter recuperare il costo del film. A Roma rimase in circolazione la versione integrale, mentre a Milano venne sostituita con quella ridotta. Anche questa versione si rivelò però un fallimento; inoltre, a causa del montaggio frettoloso, presentava difetti di sviluppo non facilmente trascurabili (sbalzi di colore nella stampa, sgranature dell'immagine, tagli di sequenza maldestri ecc.).
Grazie alla segnalazione di un'ammiratrice, Celentano scoprì il cambiamento di versione effettuato e, il 5 gennaio 1986, chiese il sequestro immediato del film, querelando i Cecchi Gori, rei di avergli «rovinato l'opera d'arte e la reputazione», per ben 10 miliardi di danni e rifiutandosi inoltre di prendere parte alla realizzazione de Il burbero, che per obblighi contrattuali avrebbe dovuto girare subito dopo. Lo stesso Adriano, intervistato il giorno dopo al programma Fantastico, si disse disposto a lasciar cadere le accuse se i produttori avessero ripristinato la versione originale. Il sequestro della pellicola, però, divenne esecutivo solamente quando il film era stato già ritirato dalle sale, a causa della forte diserzione del pubblico, sia nella versione ridotta sia in quella integrale. In totale, Joan Lui incassò in Italia soltanto 7 304 500 000 lire.
In seguito, Celentano riacquisì i diritti sul film e girò comunque Il burbero. Alcuni anni dopo, il film venne nuovamente rimaneggiato e ridotto a 125 minuti dallo stesso Celentano per la versione televisiva che andò in onda su Mediaset, poi edita anche in DVD da Medusa Video nel 2011.
Ben diversa fu l'accoglienza in Russia dove il film fu presentato su esplicito volere di Michail Gorbačëv.
Nel 2022 la versione integrale del film è stata restaurata, trasmessa in TV su Cine34 e pubblicata su Mediaset Infinity, ma negli anni novanta era già stata trasmessa da TMC2.

## Critica
L'accoglienza della critica, in particolar modo di quella dell'ambiente cattolico e politico dell'epoca, non fu in genere positiva.
Morando Morandini nel suo dizionario assegna al film una stella e mezzo su cinque scrivendo: «Un madornale videoclip fondato sullo choc visivo, stracolmo di musica, con scenografie monumentali e montaggio elaborato. Una vera sagra del kitsch anche a livello ideologico».
Paolo Mereghetti stronca fortemente l'opera assegnando nel suo dizionario una stella su quattro (il minimo) scrivendo: «Grazie ai soldi dei Cecchi Gori Celentano mette in scena il suo personale delirio di onnipotenza, una personale rilettura del cristianesimo in musical. Scritto, montato, sceneggiato, musicato, interpretato e diretto con assoluta mancanza di qualsiasi misura e pudore, il film è un delirio finto-apocalittico che riesce a elencare, banalmente, i peggiori luoghi comuni del qualunquismo».
Francesco Mininni, pur esprimendo un giudizio tecnico negativo sulla pellicola, ne apprezza gli intenti: «L'ultima follia del molleggiato nazionale: ritenuto da quasi tutti bruttissimo, il film di Celentano, pretenzioso e assolutamente privo di equilibrio narrativo, è comunque un atto di coraggio in tempi di ipocrisia. Non crocifiggiamolo senza discuterne».

## Prima TV
La prima TV del film andò in onda su Canale 5, sabato 26 novembre 1988, alle ore 20:30. Fu curata dallo stesso Adriano Celentano, che la trasmise nella versione rimontata di 125 minuti. Successivamente venne trasmesso da Tele Monte Carlo in versione integrale.